# Власов Іван Олексійович
Іва́н Олексі́йович Вла́сов (нар. 10 вересня 1903, село Ніколаєвка Темніковського повіту Тамбовської губернії, тепер Єрмішинського району Рязанської області, Російська Федерація — 1969, місто Москва, Російська Федерація) — радянський партійний діяч, голова Президії Верховної Ради Російської РФСР, 1-й секретар Саратовського обкому ВКП(б). Кандидат у члени ЦК ВКП(б) у 1939—1952 р. Депутат Верховної Ради СРСР 1-2-го скликань. Депутат Верховної Ради РРФСР 1-2-го скликань.

## Біографія
Народився в родині селянина-середняка. Закінчив сільську початкову школу. У травні 1915 — листопаді 1916 р. — наймит у господарстві багатого селянина села Іванівки Єлатомського повіту Тамбовської губернії. У листопаді 1916 — грудні 1917 р. — рознощик газет у Москві. У грудні 1917 — жовтні 1919 р. — друкар типографії газети «Утро России» у Москві.
У жовтні 1919 — червні 1922 р. — селянин у своєму господарстві у селі Ніколаєвці Темніковського повіту Тамбовської губернії. У червні 1922 — червні 1924 р. — уповноважений, голова Ніколаєвської сільської ради Тамбовської губернії. У червні 1924 — липні 1926 р. — голова комітету селянської взаємодопомоги у селі Ніколаєвці Тамбовської губернії. У 1925 році вступив до комсомолу.
У 1926—1930 р. — слухач робітничого факультету при Сільськогосподарській академії імені К. А. Тімірязєва у Москві. У квітні 1930 — березні 1935 р. — студент аграрного факультету Сільськогосподарської академії імені К. А. Тімірязєва. Здобув спеціальність агронома-рільника.
Член ВКП(б) з червня 1929 року.
У березні 1935 — квітні 1938 р. — заступник директора, науковий співробітник (рільник) дослідної станції Сільськогосподарської академії імені К. А. Тімірязєва.
У квітні — листопаді 1938 р. — голова Організаційного комітету Президії Верховної Ради Російської РФСР по Тульській області.
30 листопада 1938 — 9 липня 1942 р. — 1-й секретар Саратовського обласного комітету ВКП(б).
У липні 1942 — квітні 1943 р. — голова виконавчого комітету Саратовської обласної ради депутатів трудящих.
У квітні 1943 — березні 1944 р. — виконувач обов'язків голови Президії Верховної Ради Російської РФСР. 4 березня 1944 — 25 червня 1946 р. — 1-й заступник голови Президії Верховної Ради Російської РФСР.
25 червня 1946 — 7 липня 1950 р. — голова Президії Верховної Ради Російської РФСР.
У липня 1950 — 1960 р. — директор Науково-дослідного інституту овочевого господарства Міністерства сільського господарства РРФСР. Одночасно, у 1950 — січні 1955 р. — голова Всесоюзного сільськогосподарського товариства. У 1956 році обирався членом бюро секції рослинництва Всесоюзної академії сільськогосподарських наук імені Леніна.
Потім — персональний пенсіонер союзного значення у місті Москві. Похований на Ваганьковському цвинтарі.

## Нагороди
- ордени
- медалі